# Texto Majoritário
O chamado Texto Majoritário (TM) é um conjunto de manuscritos do Novo Testamento com certas características textuais comuns. É também chamado de Texto Bizantino, Texto Sírio, Texto Tradicional ou Texto Eclesiástico. Existe uma corrente da manuscritologia que advoga que o Texto Majoritário é o melhor e mais fiel texto do Novo Testamento, comparado com o Texto Crítico ou o Textus Receptus.
O Textus Receptus se refere a algumas edições do NT produzidas no século XVI com base em alguns poucos manuscritos bizantinos disponíveis na época.

## Escola do Texto Majoritário
A corrente que promove o Texto Majoritário faz uso comparativo de um número muito maior de manuscritos e outros documentos para reconstruir o Novo Testamento. Segundo o Dr. Paulo Anglada, essa "corrente defende que o texto original do Novo Testamento deve ser buscado, não em alguma edição mais ou menos empírica do Textus Receptus, nem exclusivamente em uns poucos manuscritos egípcios antigos preservados aleatoriamente, mas na grande massa de manuscritos existentes, incluindo papiros, unciais, munúsculos, lecionários, versões e citações".

##### Principais defensores
A corrente recente, que advoga o texto majoritário, é defendida por um número minoritário de pesquisadores como: J.W. Burgon, F.H.A. Scrivenet, T.R. Birks, E.Miller, e mais recentemente por: Edward Hills, Jacob Va Bruggen, Willen Franciscus Wisselink, Zane Hodges, Maurice A. Robinson, William G. Pierpont, Wilbur Pickering, Paulo R. Anglada, e outros.

## Metodologia
Os defensores da corrente do Texto Majoritário, por terem à sua disposição um grande e variado número de testemunhos, "enfatizam as evidências externas (mais objetivas) ao invés das evidências internas (mais necessárias aos defensores dos textos egípcios, em virtude do reduzido número e discrepâncias desses documentos".